# 成田沙耶加
成田 沙耶加（なりた さやか、1990年7月30日 - ）は日本の元フリーアナウンサー、リポーター、キャスターである。
元日本女子プロ野球機構公認リポーター
、第53代越後湯沢温泉観光大使ミス駒子。

## 来歴・人物
帝京平成大学現代ライフ学部卒業。高校時代は野球部マネージャーを務める。
大学時代にモデル活動をし、ヴァンフォーレ甲府
のマスコットガールを務める。
その後はスポーツリポーターを中心に野球番組などのアシスタント、モデルとしても活動していたが現在は活動していない。
趣味でもあるスポーツ観戦は、野球だけでも年間60試合観戦し野球知識検定を所持している。健康食作りが主であるジュニアアスリートフードマイスターの資格を持ち、料理も趣味の1つである。

### 資格
- 普通自動車免許
- 色彩検定3級
- 社会福祉主事任用資格
- 児童指導員任用資格
- 野球知識検定4級
- ジュニアアスリートフードマイスター
- 航空検定2級
- フードアナリスト3級

## 主な活動

### 雑誌
- 2015年6月　週刊ポスト「千葉ロッテマリンスタジアム球場レポート」
- 2014年～ with読者モデル「with girls」
- 2012年 used mix 読者モデル
- fairy
- street jack
- cancam
- with
- ヘア＆ビューティー大人女子の愛されヘアカタログ
- 大井競馬場パンフレット

### WEB
- 2015年10月　週プレNEWS おさんぽカメラ 第52回 「成田沙耶加＠フットサルの試合編」
- 2013年～ 美人時計モデル
- 2011年 山梨美少女図鑑モデル

### 映像（テレビ・WEB放送）
- 2012年8月20日　FOODIES TV 「カフェ日和」[4]。
- ニコニコ生放送「甲子園2014.2015～みんなで一緒に野球を観よう～」アシスタントMC出演
- ニコニコ生放送「野良犬の穴」
- ニコニコ生放送「女子アナと一緒❤︎」
- ニコニコ生放送「怒涛の10時間iPhoneヲタのしみ会」
- 高校野球全力応援TV ガチファン（千葉テレビ放送、2016年7月） - チバテレ本社MC
- スター☆ゴルフマッチⅡ(テレビ埼玉）

### ラジオ
- レインボータウンFM放送局「大江戸ワイドスーパーモーニング」

### その他
- 2015年10月～　日本女子プロ野球機構公認リポーター
- 2015年03月～2016年3月　越後湯沢観光大使第53代ミス駒子
- 2015年　日本美容食協会理事[5]
- 2015年　ソーシャル料理研究家
- huawei新作発表会リポーター
- 2011～2012年 Jリーグヴァンフォーレ甲府 マスコットガールヴァンフォーレクイーン」[3]。